# Spotbelichtungsmesser
Der Spotbelichtungsmesser (engl.: spot = Punkt; Spotbelichtungsmesser = engl.: spotmeter) ist ein Gerät aus der Fototechnik. Er ist ein spezieller Belichtungsmesser, welcher es dem Fotografen ermöglicht, das Motiv durch einen Sucher anzupeilen und den Lichtwert eines sehr eng begrenzten Bereichs zu ermitteln. Spotbelichtungsmesser arbeiten nach dem Prinzip der Objektmessung.

## Funktionsweise
Spotbelichtungsmesser haben oft einen wählbaren Messwinkel von 1° bis hin zu 5° oder gar 10°. Abgesehen von dem nötigen Sucher entsprechen sie in der sonstigen Handhabung dem normalen Belichtungsmesser. Für professionelle Handbelichtungsmesser gibt es auch spezielle Aufsätze, die daraus einen vollwertigen Spotbelichtungsmesser machen.

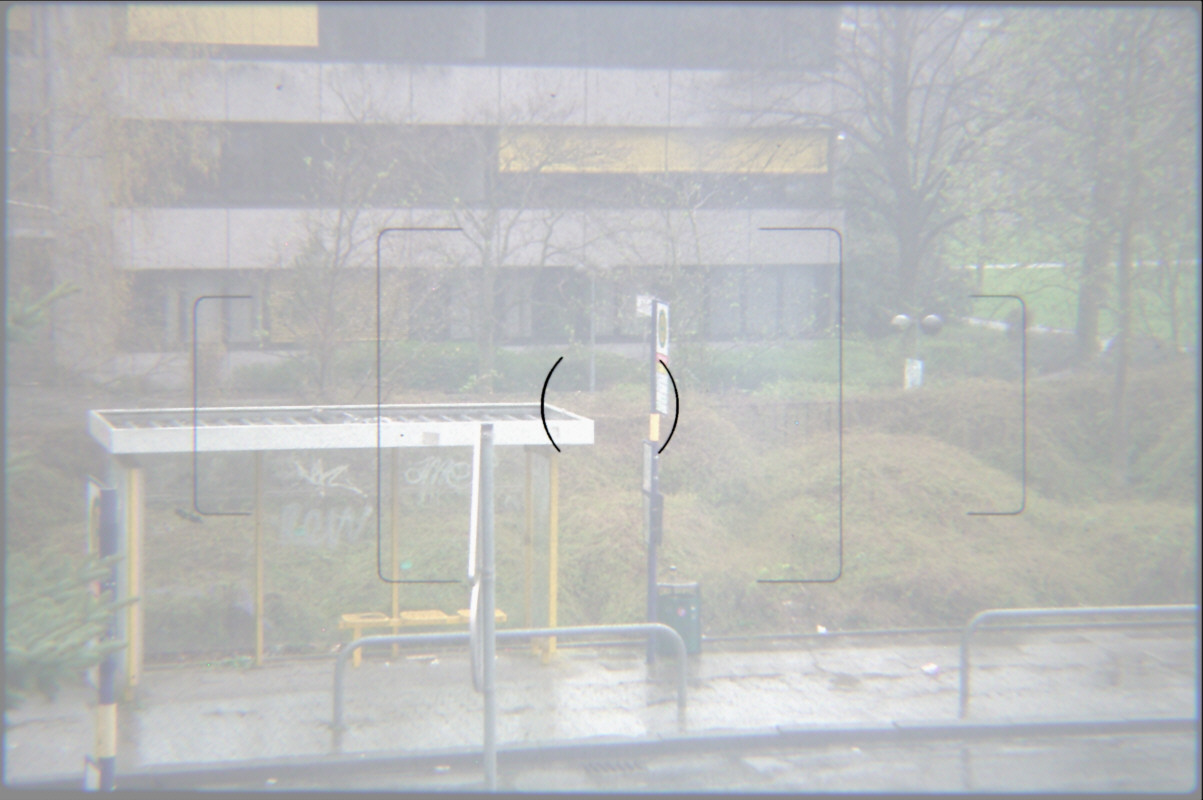
Spotbelichtungsmessfeld im Sucher einer Spiegelreflexkamera

Die Spotbelichtungsmessung ist auch in manchen höherwertigen Spiegelreflexkameras integriert. Das so genannte Spot-Messfeld befindet sich bei vielen Kameras in der Bildmitte und ist in der Regel durch eine Markierung in der Einstellscheibe gekennzeichnet. Die Größe des Feldes beträgt etwa ein bis fünf Prozent der Größe der gesamten Abbildungsfläche.
Bei einigen Kameramodellen (z. B. von Nikon) kann der Bereich um das jeweils aktive Autofokus-Messfeld für die Spotmessung genutzt werden, nicht nur die Bildmitte. Es ist damit möglich, Belichtung und Entfernung gleichzeitig an demselben Punkt im Bild zu messen. Bei aktionsreichen Motiven und hohem Kontrast kann das ein Vorteil sein. In der Konzertfotografie ist es damit beispielsweise möglich, Belichtung und Entfernung auf das Gesicht einer Person abzustimmen, während sie sich über die Bühne bewegt, ohne die Kamera verschwenken zu müssen.

## Anwendung
Gegenüber der Integral- oder auch der Matrixmessung bietet die Spotmessung bei geringem Mehraufwand und mit etwas Erfahrung eine wesentlich bessere Kontrolle über das Ergebnis. Die Spotmessung erfordert vom Fotografen vor der Aufnahme immer eine Entscheidung darüber, welcher Teil des anvisierten Motivs für die korrekte Belichtung wichtig ist. „Zielen und Abdrücken“ führt oft zu fehlerhaften Belichtungen, wenn das kleine Messfeld zufällig einen besonders dunklen oder besonders hellen Bereich des Motivs abdeckt. 
Belichtungsmesser sind auf ein Reflexionsvermögen von etwa 18 Prozent eingerichtet, was einem mittleren Grau entspricht (siehe Graukarte). Wenn die Belichtung auf Hautpartien gemessen wird, ist normalerweise eine Belichtungskorrektur notwendig. Die Handinnenflächen sind – weitgehend unabhängig von der Hautfarbe – etwa eine Blendenstufe heller als eine Graukarte und können als Anhaltspunkt dienen.
Bei der Spotmessung mit einem Messfeld in der Bildmitte visiert man zunächst ein Detail mittlerer Helligkeit an (siehe oben), das in demselben Licht wie das Hauptmotiv liegt, stellt die Kamera manuell danach ein bzw. speichert den Messwert bei Automatik-Kameras zwischen, richtet danach die Kamera auf den gewünschten Ausschnitt aus und drückt dann ab. Dieses Verfahren hört sich kompliziert an, ist es nach einiger Gewöhnung aber nicht. 
Bei Spotmessung auf ein beliebiges Autofokus-Messfeld wird manuell ein AF-Messfeld ausgewählt, das auf ein bildwichtiges Detail (ein Gesicht beispielsweise, mit Belichtungskorrektur, siehe oben) gerichtet wird. Es wird an dieser Stelle Belichtung und Entfernung gleichzeitig gemessen, und ohne Verschwenken der Kamera ausgelöst. Wichtig ist dabei die Auswahl eines geeigneten Messfeldes, da Bildausschnitt und -aufbau bei dieser Vorgehensweise davon abhängen. Mit dieser Methode kann schneller auf dynamische Motive (Konzertfotografie, Sport) reagiert werden. Allerdings ist je nach angemessenem Bilddetail eventuell vor der Aufnahme eine Belichtungskorrektur einzustellen.
Die Spotbelichtungsmessung ist auch eine Methode, um den Motivkontrast und daraus resultierende Mittelwerte zu berechnen. Dieses Verfahren gemäß dem Zonensystem wurde vom berühmten Landschaftsfotografen Ansel Adams (1902–1984) ausführlich beschrieben und propagiert. Einige moderne Kameras mit Matrix- oder Mehrfeldmessung lehnen sich bei der Bewertung der Lichtverhältnisse an diese Verfahren an, können aber naturgemäß nicht jedes beliebige oder vorstellbare Motiv automatisch korrekt behandeln.

## Produkte
Der Spotmeter von Minolta wurde von der NASA bei der Mondlandung verwendet. Ein anderer renommierter Hersteller ist die deutsche Firma Gossen, ferner sind Spotmesser von Pentax und Sekonic verbreitet.